# Pseudozumia
Pseudozumia (лат.) — род одиночных ос (Eumeninae). Афротропика и Юго-Восточная Азия.

## Описание
Осы средних размеров (около 1 см). Основная окраска чёрная со светлыми отметинами. Взрослые самки охотятся на личинок насекомых, которые служат кормом для развития собственных личинок осы. От близких родов отличаются следующими признаками: мезоскутум с парой прескутеллярных продольных бороздок; передние крылья с парастигмой длиннее птеростигмы; стернит I сзади с продольными бороздками.

## Классификация
Род был описан в 1855 году для вида Montezumia indicade Saussure, 1855. Род включают в состав подсемейства Eumeninae. Близок к роду Coeleumenes.
- Pseudozumia bimaculata (Meade-Waldo, 1911)
- Pseudozumia gracilis Vecht, 1963
- Pseudozumia indica (Saussure, 1855)
- Pseudozumia indosinensis Giordani Soika, 1958
- Pseudozumia orientalis (Gribodo, 1891)
- Pseudozumia taiwana (Sonan, 1937)
- Pseudozumia viridipennis Giordani Soika, 1958